# Ralph Carmichael
Pour les articles homonymes, voir Carmichael.
Ralph Carmichael (né le 27 mai 1927 à Quincy, Illinois (États-Unis) et mort le 18 octobre 2021 à Camarillo) est un compositeur américain.

## Filmographie
- 1955 : Souls in Conflict
- 1955 : Wiretapper (en)
- 1957 : The Persuader
- 1958 : The Heart Is a Rebel
- 1958 : Danger planétaire (The Blob)
- 1959 : Le Monstre aux abois (4D Man)
- 1965 : Three Weeks of Love
- 1965 : The King Family Show (série TV)
- 1965 : Une mère pas comme les autres (My Mother the Car) (série TV)
- 1965 : O.K. Crackerby! (en) (série TV)
- 1965 : The Restless Ones
- 1968 : Accroche toi Peter (For Pete's Sake)
- 1969 : The David Frost Show (série TV)
- 1970 :  La Croix et le Poignard, (The Cross and the Switchblade)
- 1971 : The Late Liz
- 1980 : Joni
- 1985 :The Miracle (TV)